# Notturno (film 1983)
Notturno è un film del 1983 diretto da Giorgio Bontempi.

## Trama
Roma. La CIA ed il KGB stanno progettando uno scambio di spie all'aeroporto di Fiumicino. Il progetto sembra essere in qualche modo supportato da due misteriosi personaggi, Contatto e Schabe, che coinvolgono Mary Ann Vannish, segretaria all'ambasciata inglese, perché possa raccogliere informazioni sull'operazione grazie alla relazione che la donna intrattiene con Wayne, un funzionario dell'ambasciata americana che è in realtà un pezzo grosso della CIA in Italia.
Nell'operazione viene coinvolto anche Jurek Rudinsky, un nobile polacco esiliato a Roma che ha spiccate doti di tiratore. 
Cosa hanno in mente gli agenti Contatto e Schabe? E per quale potenza lavorano?
L'intrigo tiene incollati allo schermo fino all'ultimo minuto, in un continuo ribaltamento di ruoli.
(Il film, versione condensata dello sceneggiato, mostra solo le parti essenziali della storia che, invece, è molto ben sviluppata nelle 7 puntate della versione televisiva)

## Produzione
Girato nel 1982, fu prodotto in una doppia versione: un lungo film destinato alla televisione pubblica RAI, da 420 minuti, trasmesso soltanto nel 1986, su Rai 1, dal 4 febbraio al 18 marzo, suddiviso in sette puntate; nel 1983 uscì per il cinema debitamente ridotto.
La prima proiezione pubblica risale al 13 gennaio 1983; registro cinematografico n. 7191.